# Zoltan Nusser
Zoltan Nusser (sinh 17 tháng 10 năm 1968) là nhà sinh lý học người Hungary, đã đoạt giải Lieben năm 2004.
Nuser học và tốt nghiệp ở Đại học Budapest năm 1992, sau đó sang học tiếp ở Đại học Oxford (Anh) và đậu bằng tiến sĩ sinh lý học ở đây năm 1995. Ông làm việc ở "Viện Y học thực nghiệm" tại Budapest từ năm 2000.

## Giải thưởng
- 2004 Giải Lieben